# Terveet Kädet
Terveet Kädet ("Mãos Saudáveis" em finlandês) é uma banda de hardcore punk finlandesa. O grupo foi formado na cidade de Tornio em janeiro de 1980. São Muito influentes no mundo inteiro, em especial no Brasil, entre eles Olho Seco que fizeram diversas conexões com a cena do país e Max Cavalera, que listou o grupo como um dos melhores de todos os tempos. 
Tiveram diversas formações e o cantor Veli-Matti "Läjä" Äijälä é o único membro que está desde o início.

## Membros
- Veli-Matti "Läjä" Äijälä – vocais, letras (1980–presente)
- Ilari – guitarra (2006–presente)
- Jani – baixo (2011–presente)
- Aki – bateria (2011-–presente)

## Discografia

### Singles e EPs
- Rock laahausta vastaan (Ikbal 003, 1980)
- II (Ikbal 004, 1981)
- Ääretön joulu (Poko/Kädet 105, 1982)
- Kädet Suojelee (1983)
- Oma koloni (1988)
- Anno Domini (1989)
- Live Kemi 1982 (1989)
- Unkind (1990)
- Message (Kill City/Propaganda, 1990)
- Six Song (HCR, 1991)
- Slow Promotion (Mad Rat, 1991)
- Bizarre Domination (1992)
- The Horse (A.A.R., 1994)
- Pahan voima (A.A.R., 1995)
- Bondage And Anguished Life (Healthy Hands Records, 1995)

### Álbuns de estúdio
- Terveet Kädet  (LP, Propaganda Records, 1983)
- Halloween (LP, re-issue of "I" Rock-O-Rama/Germany, 1983)
- Black God (LP, Propaganda/R-O-R licence Germany), 1984)
- The Horse (LP, 1985; Power It Up, 2006)
- Sign of the cross (CD, A.A.R., 1995)
- Doomed Alien Race (CD, A.A.R., 1997)
- The Ultimate Pain (CD, Solardisk, 1999)
- Non Ultra Descriptica (CD, Solardisk, 2000)
- Ihmisen poika, pedon poika (CD, Longplay Music/Kämäset levyt, 2009)
- Musta hetki (CD & LP, Longplay Music 2012)
- Lapin helvetti (CD & LP, Svart Records / SPHC 2015)

### Ao Vivo
- Leather Enslavement (LP, Klayster Records, 1998)
- Pissaa ja paskaa  (CD, Propaganda Records PRO 2026, 2006)
- UGH!!! Terveet Kädet elävänä (CD & LP, Longplay Music 2012)